# Ctenotus alleni
Ctenotus alleni este o specie de șopârle din genul Ctenotus, familia Scincidae, descrisă de Storr 1974. Conform Catalogue of Life specia Ctenotus alleni nu are subspecii cunoscute.